# Betametadol
El betametadol es un analgésico opioide sintético. Es un isómero de dimefeptanol (metadol), siendo el otro el alfametadol (α-metadol). 

## Química
Por la presencia de dos átomos de carbono asimétricos, son posibles tres isómeros del betametadol:d-β-metadol, dl-β-metadol, l-β-metadol.
{\displaystyle {\begin{array}{c}{\text{Dimefeptanol}}\\{\text{(Metadol)}}\end{array}}{\begin{cases}{\text{Alfametadol}}&\left\{{\begin{array}{r}d{\text{-alfametadol}}\\dl{\text{-alfametadol}}\\l{\text{-alfametadol}}\end{array}}\right.\\{\text{Betametadol}}&\left\{{\begin{array}{r}d{\text{-betametadol}}\\dl{\text{-betametadol}}\\l{\text{-betametadol}}\end{array}}\right.\end{cases}}}

## Acciones
Sobre la base de las relaciones estructura-actividad se puede inferir que los isómeros d-β-metadol y l-β-metadol son propensos a ser activos como analgésicos opioides, de manera similar a los de betacetilmetadol (β-acetilmetadol).